# Райковська
Ра́йковська (болг. Райковска) — село в Ловецькій області Болгарії. Входить до складу общини Троян.

## Населення
За даними перепису населення 2011 року у селі проживали 38 осіб, з них 37 осіб (97,4%) — болгари.
Розподіл населення за віком у 2011 році:
Динаміка населення: